# Hoy

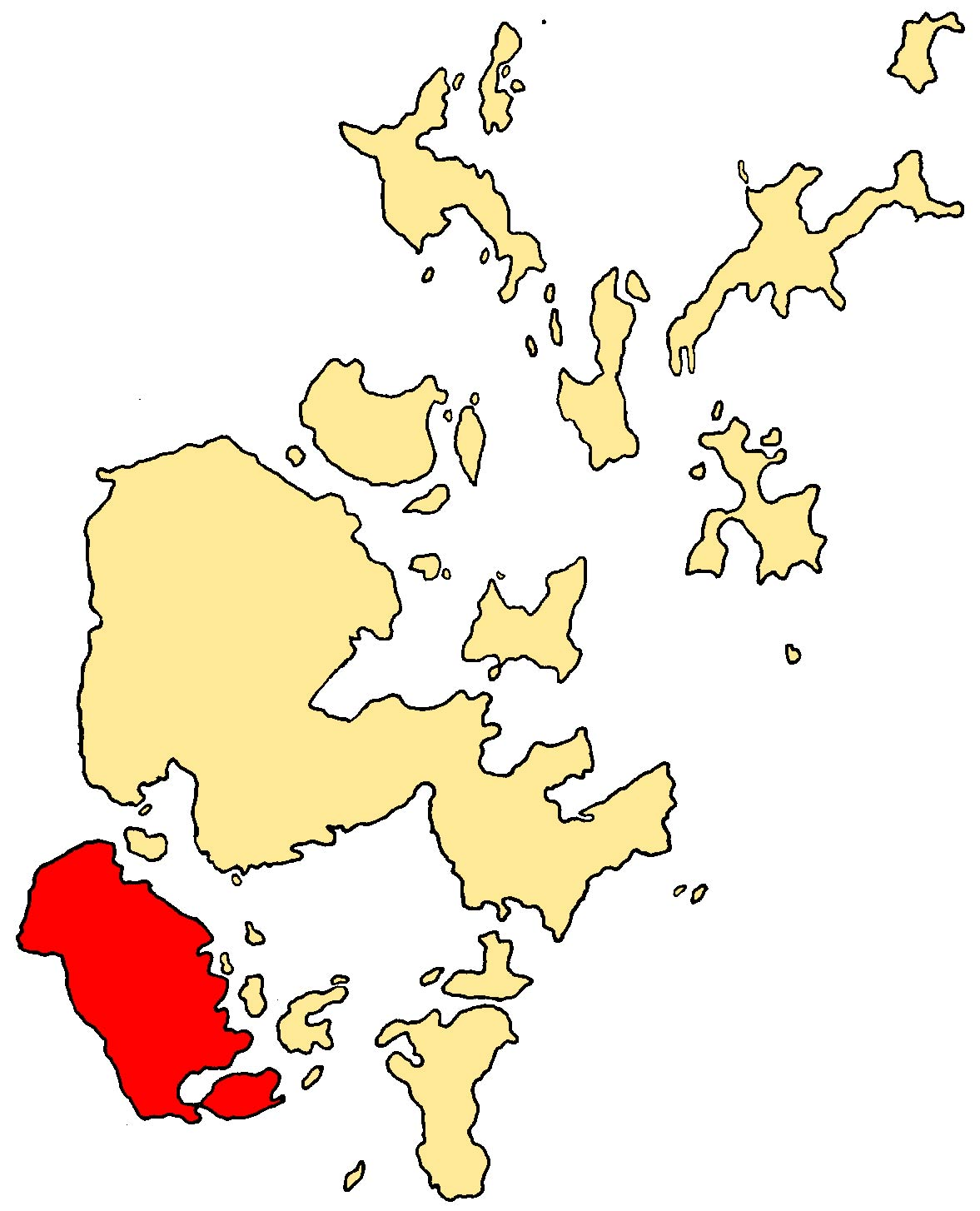
Ön Hoy markerad med rött.

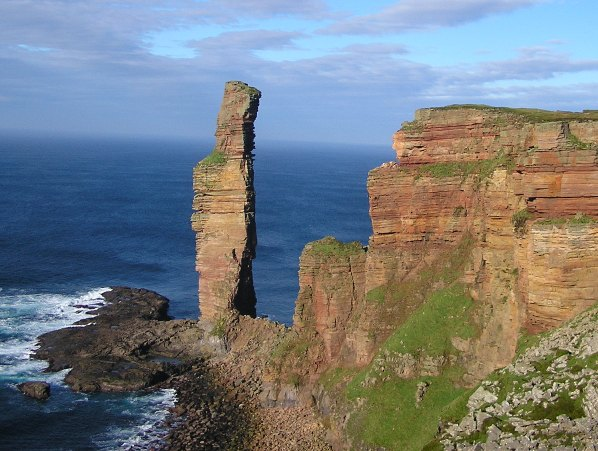
Klippan The Old Man of Hoy.

Hoy (fornnordiska: há-ey som betyder högön) är en ö i Orkneyöarna, Skottland. Det är den näst största av Orkneyöarna, 142 km² stor, och det är på Hoy som Orkneyöarnas högsta berg, Ward Hill, ligger.
Marinbasen Scapa Flow som var central under första- och andra världskriget ligger vid Lyness på öns sydöstkust.
I nordisk mytologi var Hoy platsen för den evighetslånga kampen mellan Hedin och Högni.